# Richard Mandl
Richard Mandl (* 9. Mai 1859 in Proßnitz in Mähren, Kaisertum Österreich; † 31. März 1918 in Wien) war ein österreichischer Komponist.
Mandl, der einer sehr wohlhabenden Industriellenfamilie entstammte, war am Conservatoire de Paris Schüler von Léo Delibes. Er trat vor allem als Liedkomponist hervor. So vertonte er z. B. Theodor Storms plattdeutsches Gedicht Gode Nacht und Arthur Schnitzlers Anfang vom Ende (1912). Weiterhin komponierte er Chorwerke, ein Klavierquintett (1911), eine Ouvertüre zu einem gaskognischen Ritterspiel für großes Orchester (1916) und die einaktige komische Oper Rencontre Imprévue (1890).
Richard Mandl war mit der Pianistin Camilla Barda (1872–1922) verheiratet und ruht in der israelitischen Abteilung des  Wiener Zentralfriedhofs.